# Busbyjevi mladci
Busbyjevi mladci je neuradni vzdevek za skupino nogometašev Manchester Uniteda, ki sta jih rekrutirala in vodila vodja klubske ogledniške službe Joe Armstrong in pomočnik trenerja Jimmy Murphy. Poglavitno za celotno skupino igralcev je, kot je razvidno iz imena, da so iz klubske mladinske ekipe napredovali v prvo moštvo, ki ga je tedaj vodil škotski nogometni strokovnjak Matt Busby.
Za Busbyjeve mladce nista bila značilna samo mladost in talent, temveč tudi to, da jih je nogometno razvil klub sam, ne da jih je kupil od drugih moštev, kot je bilo tedaj kot tudi danes v splošni navadi. Izraz Busbyjevi mladci si je izmislil Frank Nicklin, novinar časnika Manchester Evening News.  V splošni rabi se izraz uporablja za igralce, ki so z Unitedom osvojili ligaško prvenstvo v sezonah 1955/56 in 1956/57. Njihova povprečna starost je znašala nekje od 21 do 22 let.
Osmerica Busbyjevih mladcev - Geoff Bent, Roger Byrne, Eddie Colman, Duncan Edwards, Mark Jones, David Pegg, Tommy Taylor in Billy Whelan - je februarja 1958 tragično izgubila življenje v münchenski letalski nesreči. V nesreči jo je skupil še Jackie Blanchflower (kot tudi starejši Johnny Berry), do te mere, da ni nikoli več igral nogometa.
Kot zadnji član pred-münchenske ekipe se je od aktivne igralske kariere poslovil Bobby Charlton, leta 1975. United je sicer zapustil že dve leti poprej, ko se je kot igralec-trener pridružil moštvu Preston North End.